# Dorfkirche Hornstorf

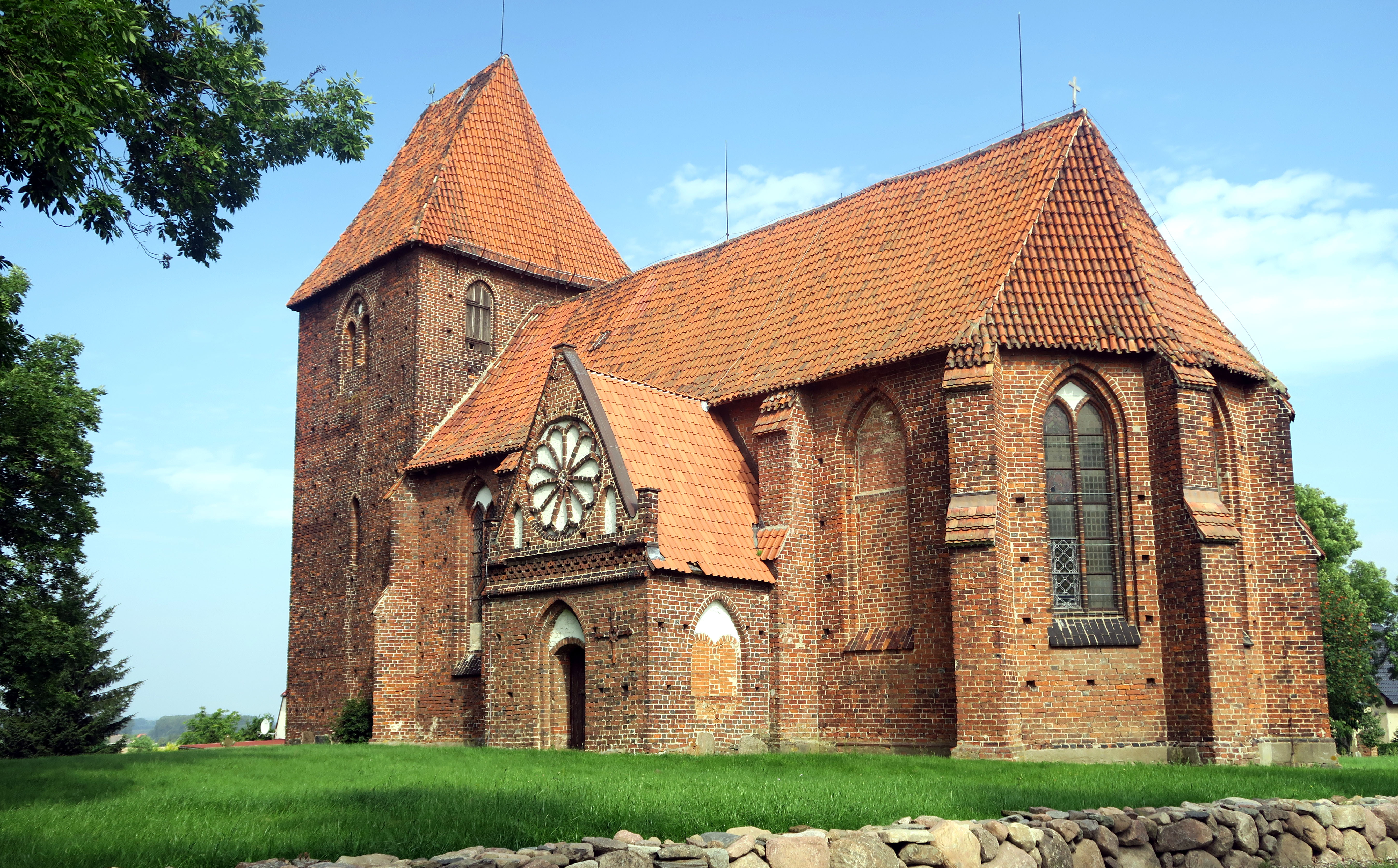
Dorfkirche St. Laurentius in Hornstorf, 2016

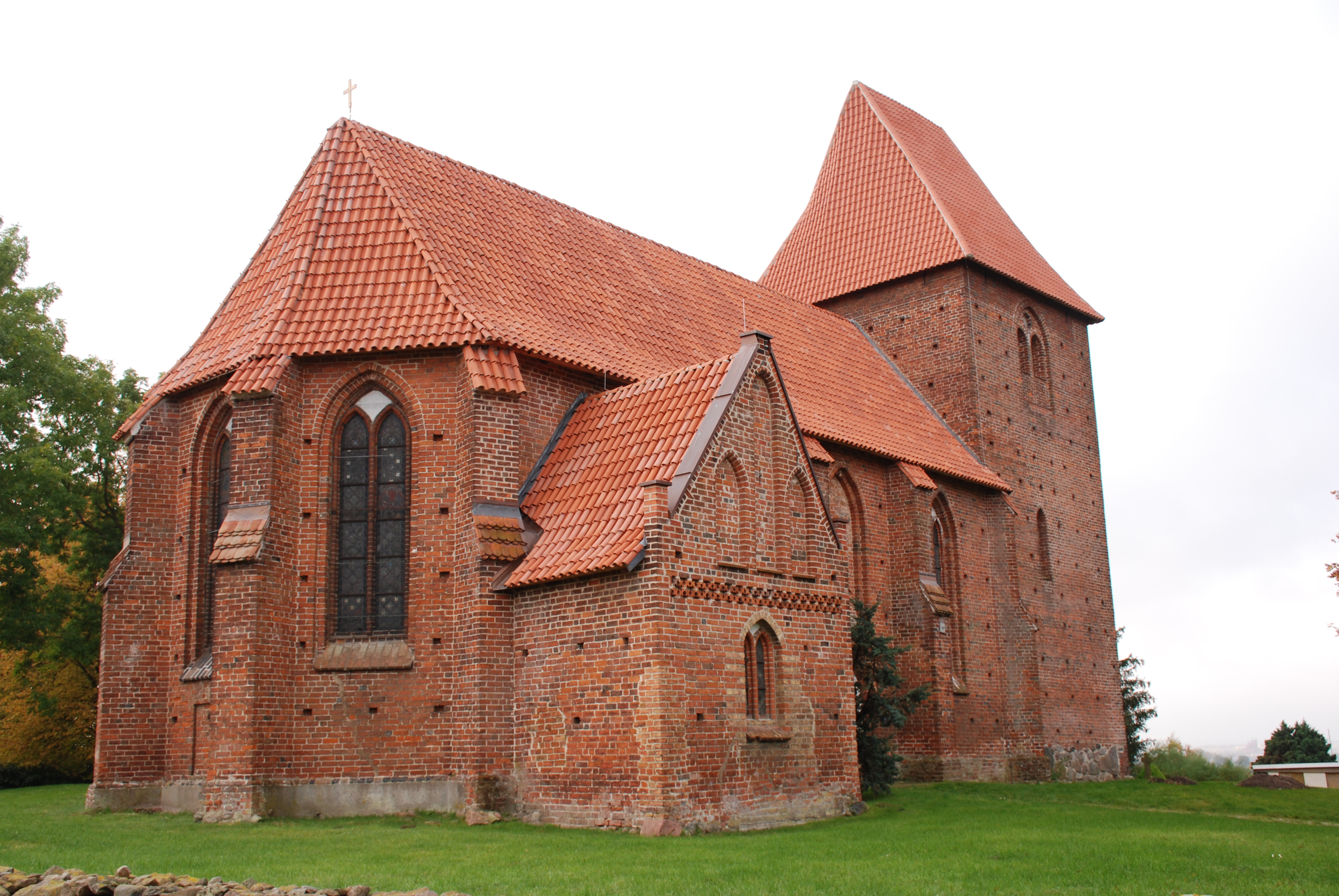
Nordostansicht, 2020

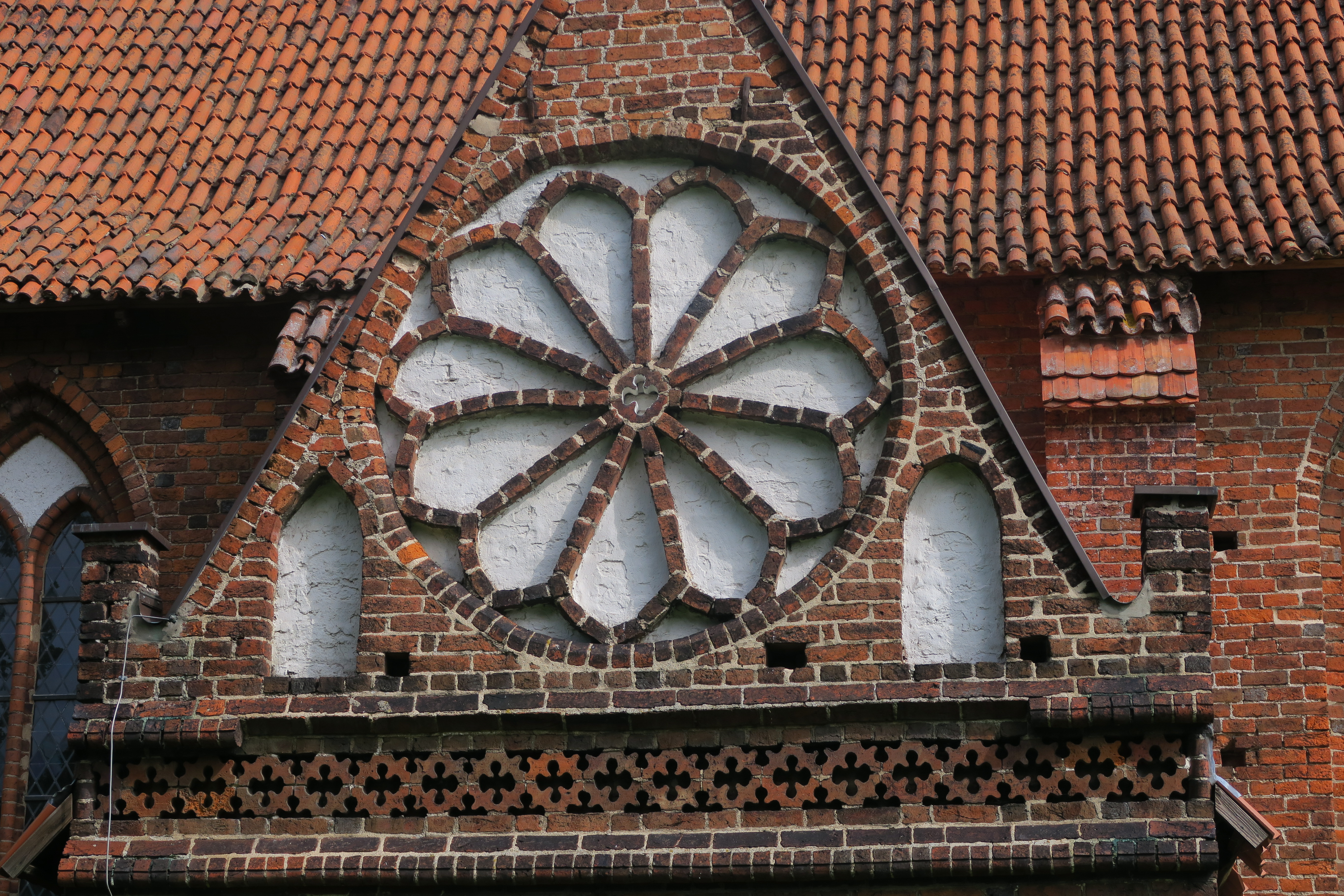
Rosette am Giebel der Vorhalle im Süden, 2016

Die evangelische Dorfkirche Hornstorf ist eine gotische Kirche im Osten des Landkreises Nordwestmecklenburg in der Propstei Wismar im Kirchenkreis Mecklenburg der Evangelisch-Lutherischen Kirche in Norddeutschland.

## Geschichte
Das Pfarrdorf Hornstorf, in Urkunden auch Hornstorp, Hornistorp, Hornetorp und Hornestorpe geschrieben, ist vermutlich eine Gründung der Familie Horn. Deren Namen finden wir um 1324 in der sechs Kilometer westlich gelegenen Seestadt Wismar. Hornstorf gehörte im Mittelalter zur Schweriner Diöcese und wahrscheinlich zu deren nächstgelegenem Archidiakonat Bützow. Doch schon 1282 wurde ein Nanno de Crukoywe (Krukowe) mit Besitz und Rechten in Hornstorf genannt. Er verkaufte damals dem Gebert von Warendorf zwecks Stiftungen vier Hufen für die Hospitäler zum Heiligen Geist und zu St. Jakob in Wismar, welche am 6. Juni 1290 Fürst Heinrich von Mecklenburg übernahm. Auch noch andere Wismarer Bürger hatten Besitz und Rechte in Hornstorf. Darunter waren 1336 Heinrich Krönke, 1366 Berthold Kalsow und 1388 Henning Wulf. Doch schon 1366 siedelten die ersten Kleinbauern Tydeke und Eghard Enghelkens in Hornstorf. 1404 verkauften die von Negendank Pacht und Bede an Henneke von Bassewitz und seine Erben. 1609 kam es zu Streitigkeiten mit den von Stralendorff, die seit 1431 auf den benachbarten Gütern saßen. Um 1689 kamen die Herren von Fersen in den Besitz von Hornstorf. 1710 gehörte der ganze Besitz den Familien von Wrangel, den Oberst Karl Friedrich von Wrangel 1691 kaufte. Mitte des 18. Jahrhunderts kamen die Familien von Both und hatten fast 100 Jahre Hornstorf in ihrem Besitz. Ab 1849 hatten die von der Lühe Besitz in Hornstorf, Rohlstorf und Kalsow.

## Baugeschichte
Die Kirche von Hornstorf wurde erstmals am 10. Dezember 1327 bei einer geistlichen Streitsache genannt. Ihre Gründung könnte aber schon früher erfolgt sein.
Nach Ausweis des Wismar’schen Weinregisters von 1479 nimmt sie mit jährlich drei Stübchen Wein an jenen Weinlieferungen teil, welche der Ratskeller auf Grund der genannten alten Stiftung Fürst Heinrich’s des Pilgers von 1266 übernommen hatte. Alle Kirchen im Umkreis von Wismar nahmen damals an der frommen Stiftung von Brot und Wein Anteil, welche Fürst Heinrich zu Mecklenburg am 5. Januar 1266 für eine größere Zahl von Gotteshäusern aus den Aufkünften der Mühle zu Altwismar gründete. Doch hieraus konnte kein Beweis für das Alter der Kirche hergeleitet werden.
Am 28. Februar 1333 beurkundete Johann Stolteer als Pleban zu Hornstorf die Verpachtung von sechs Morgen seines Pfarrackers an Johann und Arnold Witte in Wismar.
Nach dem Ende des Dreißigjährigen Krieges schrieb Christian Köppen zu seinem Amtsantritt als Pastor 1650 am ersten Sonntag des Advents in das Kirchenbuch: „…aber im Pfarrhause nicht mehr gefunden, als eine lange Bank in der Stube, kein Vieh, auch kein Korn, auch keine eingestreute Saat ist mir geliefert worden. Nur ein wenig Stroh, ungefähr ein gut Fuder und zween Fuder Heu. Bei meiner Ankunft habe ich die Kirche in einem schlechten Zustand gefunden, es waren wenig Stühle darin, alle Steine waren auch daraus und mußte man im Sande gehen. Die Klocken waren alle aus dem Turm geschlagen und die Stücke von den Soldaten weggetragen, eine kleine Klocke von einem Schippundt haben die Vorsteher wieder einbringen lassen. Sie ist aber vor meiner Zeit ganz voneinander gerissen und war sehr verdrießlich im Läuten an zuhören, habe ich ehevor Mittel gesuchet, dieselbe umgießen lassen, weil aber das Kirchspiel gering und Verarmungen, keine mittel deswegen erstehen könne…“
Das Pfarrhaus wurde 1893 erbaut.

### Äußeres
Der Backsteinbau wurde über einem niedrigen Feldsteinfundament errichtet. An den dreijochigen Saalbau mit einem Fünfachtelchorschluss und abgetreppten Strebepfeilern wurde im 15. Jahrhundert an der Nordseite die kreuzgewölbte Sakristei und an der Südseite eine Vorhalle angefügt. Besonders aufwändig ist der Schmuck der Südvorhalle mit der Blendrosette, dem Maßwerkfries und einem auf die Wand gesetzten plastischen griechischen Kreuz. Beide besitzen ein Backsteindekor, welches das Vorbild der Südvorhalle der Wismarer Nikolaikirche vereinfacht aufgreift.
Als jüngstes Bauwerk entstand in der zweiten Hälfte des 15. Jahrhunderts der im Grundriss quadratische Westturm mit Biforienfenstern im obersten Geschoss mit seinem Walmdach.

### Inneres

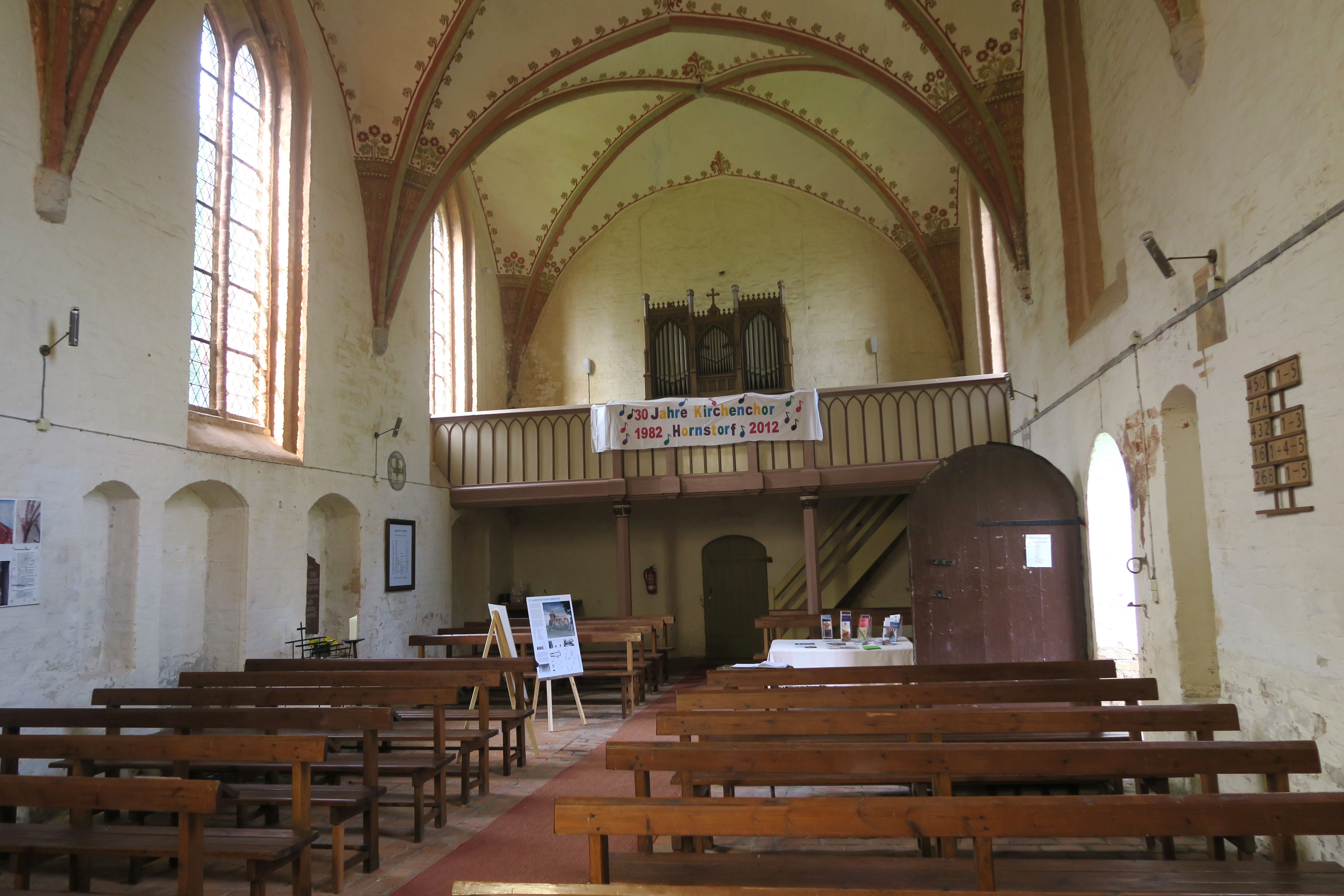
Innenraum, Blick zur Orgelempore, 2016

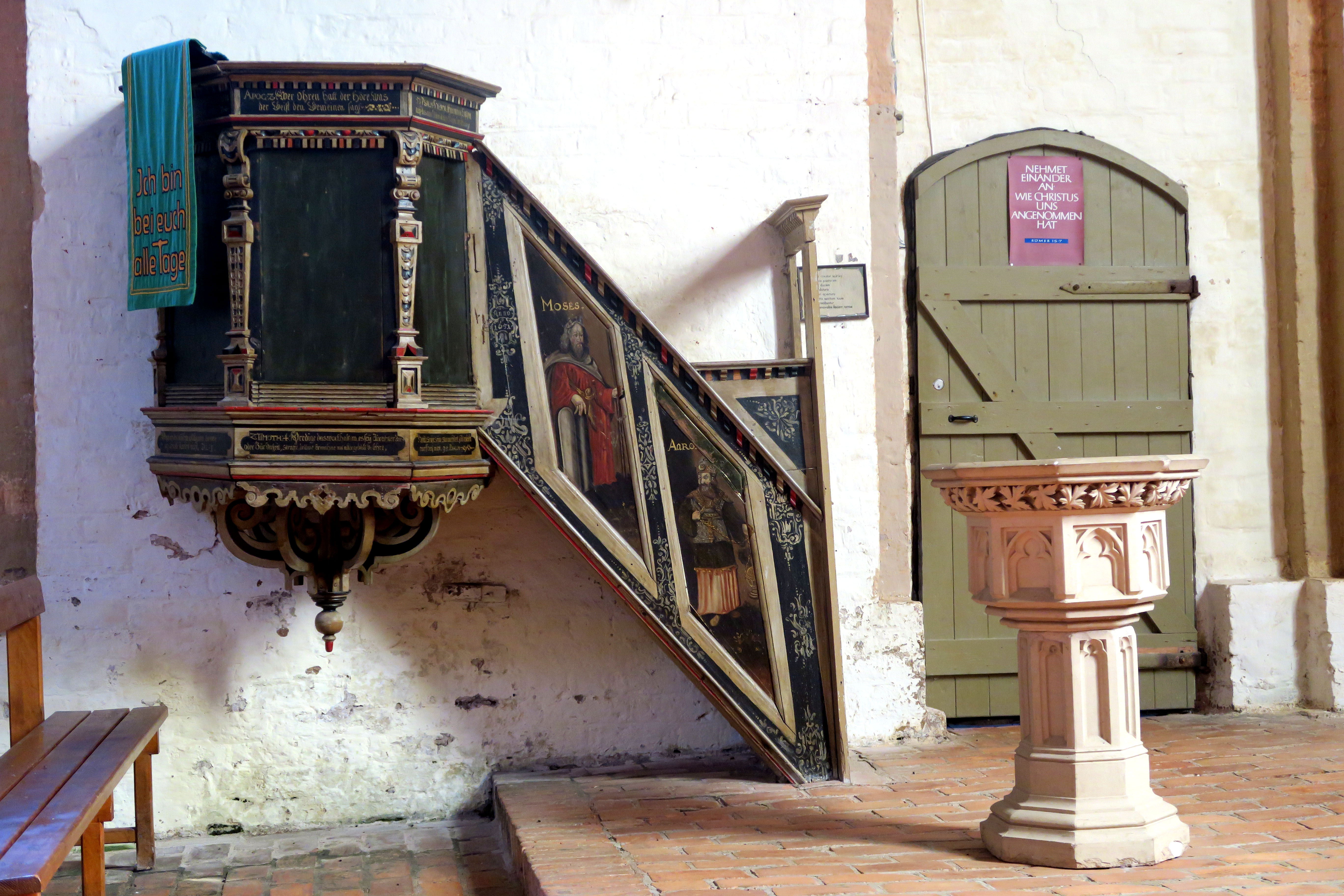
Kanzel

Im Innern der Kirche werden die Kreuzrippengewölbe von Konsolen getragen, die als Maskenköpfe ausgebildet wurden. Das Dachgeschoss der Südvorhalle ist mit Segmentbogen zum Schiff hin geöffnet. Im Chorraum wurden 1910 Reste figürlicher Gewölbemalereien aus der Zeit vor 1400 freigelegt, die eine Deesis, den Namenspatron der Kirche, den heiligen Laurentius und die Kreuzigung darstellen. Die vegetabilische Malerei an den Schiffsgewölben ist im Ursprung mittelalterlich, wurde aber 1910 stark erneuert.
Die Ausstattung ist relativ bescheiden. Nach Kriegsschäden 1945 blieben aus mittelalterlicher Zeit nur noch ein geschnitztes Kruzifix aus dem 15. Jahrhundert und zwei Grabplatten aus dem 14. Jahrhundert erhalten.

#### Kanzel
Die reich mit Schnitzwerk im Renaissancestil verzierte Kanzel mit Korb vom Jahre 1651 ist am Treppenaufgang durch Malereien geschmückt, von denen Darstellungen von Moses und Aaron erhalten sind. Der Schalldeckel wurde im Jahr 1663 hinzugefügt. Ein geschnitztes Kruzifix stammt aus der Mitte des 15. Jahrhunderts. Aus dem 19. Jahrhundert stammen der Taufstein und die Empore.
Eine größere Anzahl von Abendmahlsgeräten (Kelche, Patenen vom Anfang des 15. Jahrhunderts und eine Dose von 1746) sowie Leuchter und Taufstein ergänzen die liturgische Ausstattung.

#### Orgel
Die einmanualige Orgel wurde im Jahr 1886 von Friedrich Friese (III) ursprünglich für die Dorfkirche in Müsselmow erbaut und besitzt fünf Register mit angehängtem Pedal. 1951 wurde sie in Müsselmow abgebaut, dann in der Neuen Kirche in Wismar aufgestellt und 1965 nach Hornstorf umgesetzt.

#### Glasmalereien

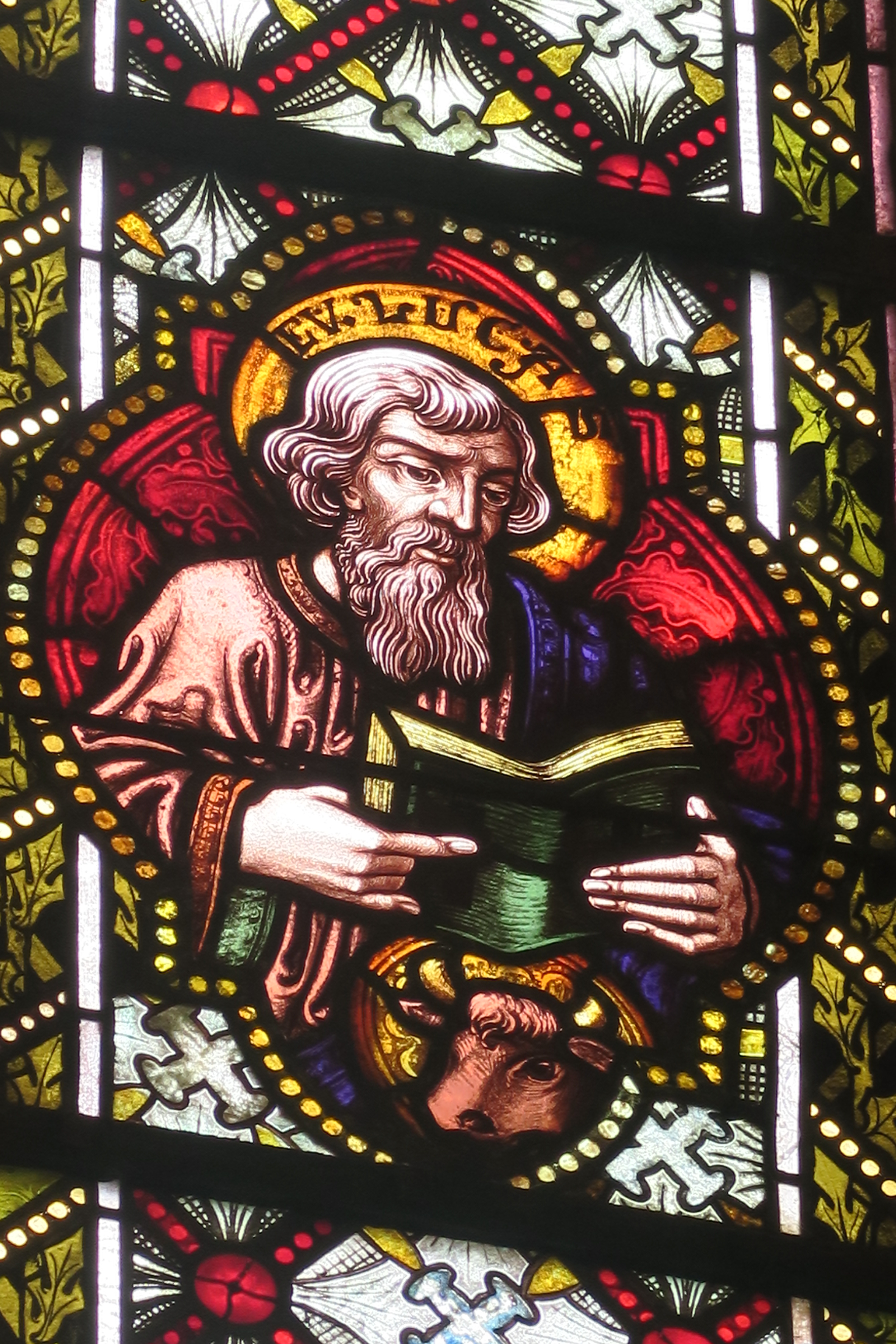
Buntglasfenster mit Evangelist Lukas, 2016

Die ursprünglich alle drei Chorfenster (I, n II und s II nach dem Bezeichnungssystem des CVMA) umfassende Glasmalereiausstattung des Chors wurde 1910 von Rudolf Carl Koenigsberg in Schwerin ausgeführt. Das Chorfenster I zeigt zwei auf Blattkonsolen ruhenden Architekturbaldachinen mit Fialenbekrönung bahnenübergreifend die Szene der Kindersegnung durch Christus. Im Vordergrund stehen zwei Frauen, die ihre Kinder durch den Herrn segnen lassen, im Hintergrund zwei sich abwendende Jünger.
Es handelt sich um Schwarzlotmalerei auf Antikgläsern unter teilweiser Verwendung von Schmelzfarben und Silbergelb. 1998 erfolgte durch die Glaserei Bibernick aus Wismar in Zusammenarbeit mit der Glaserei Osten aus Schwerin eine restauratorische Überarbeitung unter Bewahrung des originalen Bleinetzes.

#### Glocke
Die kleine Glocke von 1,035 m Durchmesser wurde 1878 vom Hofglockengießer Johann Carl Eduard Albrecht in Wismar aus eroberten französischen Geschützen von 1870/71 gegossen und tragen den Namen des Großherzogs Friedrich Franz II. Sie wurde auf den Ton f1+7 gestimmt und ist noch vorhanden. Die größere, auch 1878 von Albrecht gegossene Glocke wurde im Ersten Weltkrieg eingeschmolzen. Nach dem Kirchenvisitationsprotokoll von 1811 gab es damals noch zwei alte Bronzeglocken, die 1652 von Adam Danckwart in Wismar gegossen wurden und schon im 19. Jahrhundert abgegangen sind.

#### Gruft und Grabplatten

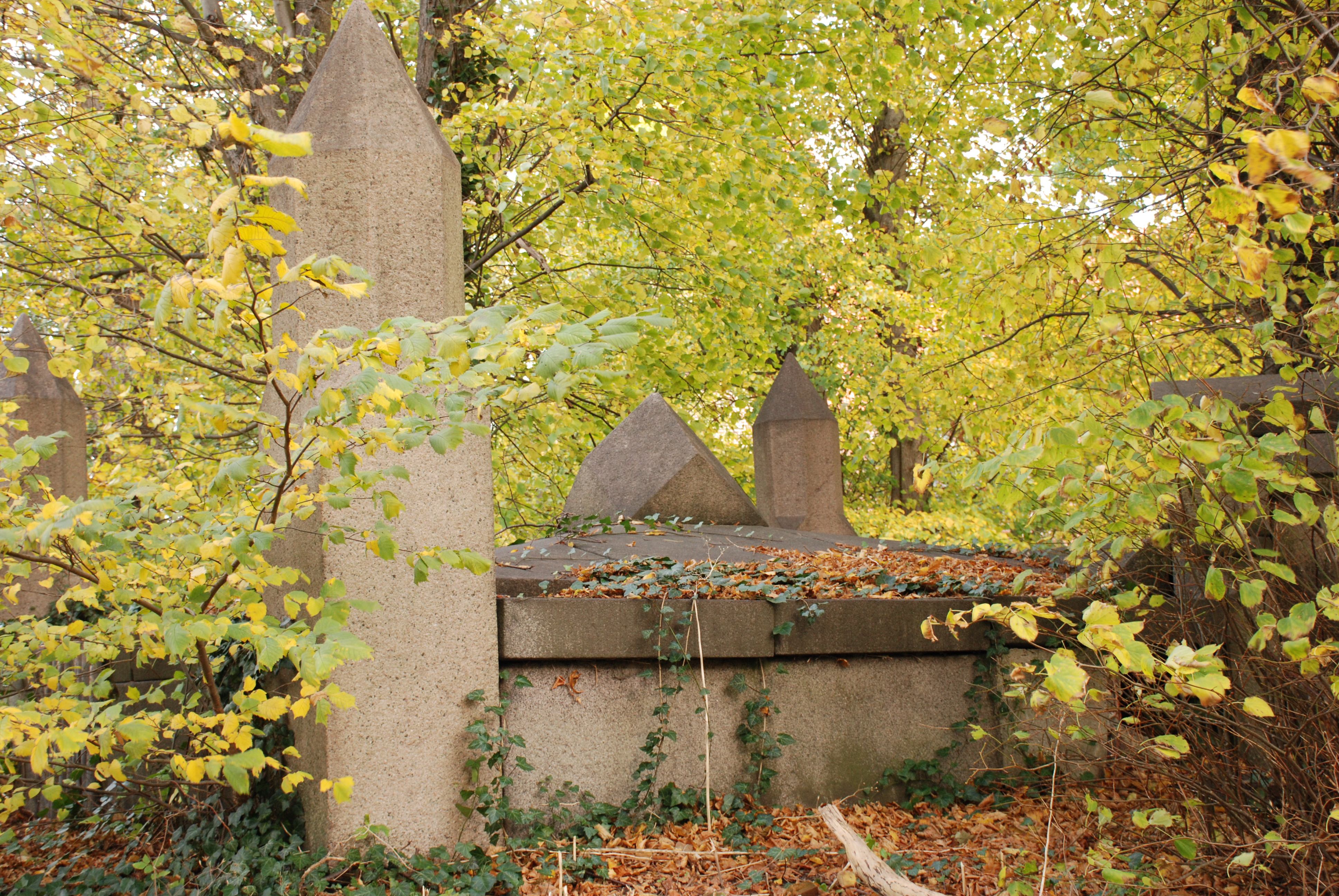
Granitgruft auf dem Kirchhof, 2020

Zwei Grabplatten stammen aus dem 14. Jahrhundert. Durch seine lange und schmale Form, auch schmaler am Fußende als am Kopfende, findet der Leichenstein mit dem Johanniterkreuz besondere Erwähnung. Der zweite Stein wurde dem Pleban Johannes Stolteer von 1333 zugeordnet, was aber in Zweifel gestellt wird.
Auf der Südseite der Kirche befindet sich eine monumentale Granitgruft, die wahrscheinlich durch die Familie von der Lühe angelegt wurde, welche die Güter von Hornstorf im Jahr 1849 übernahm und 1929 wieder verkaufen musste.

## Pastoren
Namen und Jahreszahlen bezeichnen die nachweisbare Erwähnung als Pastor.
- 1333 erwähnt Johannes Stolteer als Plebani.[19]
- erwähnt 1376 Johannes.
- 1481 erwähnt Nikolaus Mowe, auch in der Kapelle zum Heiligen Kreuz in Altwismar.
- 1530–1541 Peter Francke, Dienst an beiden Stellen, „war ein gelehrter frommer Prediger“.
- 1541 erwähnt Hermann Kruse.
- 1571–1580 Peter Montag.
- 1585–1618 Hektor Siegfried aus Kassel, vorher 3 Jahre in Damshagen „war ein unruhiger Kopf in dauernden Kriegszustand mit der Gutsherrenschaft …“
- 1619–1638 Heinrich Thile.
- 1647–1650 Johann Conradi aus Braunschweig.
- 1650–1677 Christian Köppen aus Berenshagen.
- 1678–1695 Conrad Daniel Zander,[20] Sohn des Pastors Petrus Zander[21] aus Dobbertin, danach in Bützow.
- 1695–1697 Jonas Rentz aus Stargard.[22]
- 1797–1732 Johann Christian Höfisch aus Kröpelin.
- 1732–1791 Adam Heinrich Höfisch, Sohn des Vorgängers war 59 Jahre im Amt. „Schrieb 1789, habe von seinem Vorgänger kein Kirchenbuch gefunden, doch bis 1789 zeichnete er selbst nur die Getauften auf.“
- 1792–1846 Christoph Heinrich Höfisch, Sohn des Vorgängers war 54 Jahre im Amt. Vater, Sohn und Enkel verwalteten die Pfarre 149 Jahre!
- 1846–1882 Friedrich Carl Ludwig Stichert aus Neuburg.
- 1883–1924 August Friedrich Ludwig Wiedow aus Döbbersen.
- 1924–1930 Johann Christian August Schrader aus Breesegard bei Kloster Eldena (Elde).
- 1930–1947 Detlev Christian Hamann.[23]
- 2016–2019 Miriam Knierim.[24]

## Kirchengemeinde
Zur Evangelisch-Lutherischen Kirchengemeinde Hornstorf gehören die Ortsteile Benz, Goldebee mit Kirche, Kritzow, Rohlstorf, Rüggow, Tollow, Warkstorf und Zweihausen. Die Kirchengemeinde Hornstorf mit Pfarrsitz und seiner Kirche ist mit der Kirchengemeinde Lübow und der Kirchengemeinde Zurow verbunden.

### Gedruckte Quellen
- Mecklenburgisches Urkundenbuch (MUB)
- Mecklenburgische Jahrbücher (MJB)

### Ungedruckte Quellen
- Landeskirchliches Archiv Schwerin (LKAS)
  - LKAS, OKR Schwerin, Specialia, Abt. 2.
    - 005 Bestellung der Kirchenjuraten 1794 – 1918.
    - 006 Kirchgemeinderat 1919 – 1948.
    - 007 Bestellung des Predigers 1786 – 1956.
    - 010 Küsterschullehrer und Organist 1858 – 1926.
    - 017 Pfarrpfründe, Küsterpfründe 1897 – 1955.
    - 025 Pfarrländereien.
    - 029 Pfarrgarten
    - 031 Bau eines Pfarrhauses 1757 – 1758.
    - 041 Bauten und Reparaturen an der Kirche. Bd. 1. und 2. 1794 – 1895.
    - 043 Orgel und vasa sacra 1790 – 1945.
    - 044 Kirchenglocke 1783, 1809 – 1878.
    - 048 Bausachen 1945 – 1997.
    - 053 Kirchhof 1843 – 1993.
    - 055 Der von dem Burgmann Schröder aus Kritzowburg in der Kirche zu Hornstorf begangene Unfug 1792.

- Archiv der Hansestadt Wismar
  - Fotosammlung. 13 Glasplatten und Negative der Kirche Hornstorf außen und innen sowie der Friedhof vor und nach 1945.